# Jeu de rôle générique

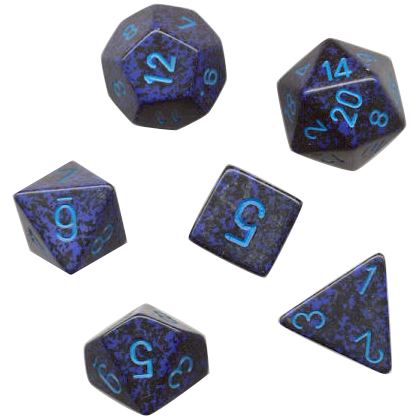
Les dés sont souvent présents dans les jeux de rôle.

Un jeu de rôle générique est un ensemble de règles de jeu pour jeu de rôle pouvant s'adapter à différentes manières de jouer : différents univers de jeu, différents styles, ambiances de jeu.

## Univers et ambiance
On classe en général les ambiances de jeu selon le type d'univers et le type d'histoire que génèrent les parties :
- capacités des personnages par rapport à  l'opposition :
  - aventures héroïques, pulp : les personnages joueurs sont des héros, des personnes au-dessus du lot qui vivent des événements extraordinaires,
  - ambiance sombre, dure, gritty (réaliste) : les personnages sont confrontés à des difficultés quotidiennes et sont démunis face aux dangers extraordinaires,
  - horreur : les personnages sont faibles et éprouvent la peur ;
- dosage de surnaturel :
  - historique ou réaliste : le monde est soumis aux strictes lois de la nature,
  - fantastique : des événements étranges se produisent mais leur caractère est ambigu, ils peuvent avoir une explication naturelle ou surnaturelle,
  - fantasy, science-fiction ;
- niveau technologique, époque historique : préhistoire, Antiquité, Moyen-Âge, Renaissance, époque moderne, contemporain, anticipation, uchronie ;
- culture : inspirée de l'Europe, du Moyen-Orient, de l'Extrême-Orient…
- type d'histoires : quête, enquête, dilemmes moraux, romance…

Selon la doctrine « le système est important » (system does matter), le système de règles promeut une manière de jouer, une ambiance, et est adapté à un type de partie. Un système générique tente à l'inverse de permettre de jouer selon plusieurs manières avec le même corpus de règles.

## Historique
Le premier jeu de rôle, Donjons et Dragons (TSR, 1974), a été conçu à partir de deux univers de jeu, Faucongris (Greyhawk) et Blackmoor (en), mais les règles elles-mêmes ne décrivent aucun monde. Le jeu peut donc s'adapter à différents univers — les éditeurs officiels, TSR puis Wizards of the Coast, ne s'en sont d'ailleurs pas privés (les Royaumes oubliés, Lancedragon, Planescape, Spelljammer, Ravenloft, Dark Sun…) — mais toujours dans le domaine du médiéval-fantastique. Des règles permettent des interactions avec Boot Hill (western, 1975) et Gamma World (en) (science-fiction, 1978). Comme l'écrit d'ailleurs Gary Gygax en 1979 :
«  Les Règles avancées de Donjons et Dragons forment plus qu'un cadre dans lequel chaque maître de donjon construira son environnement ; elles représentent avant tout une ossature pour tous les « mondes » possibles et imaginables. […]
 Pour en revenir à la structure des Règles avancées de Donjons et Dragons, le but recherché est de créer un « univers » dans lequel des campagnes similaires et des mondes parallèles peuvent être situés. Grâce à une certaine uniformité de systèmes et de « lois », les joueurs pourront passer d'une campagne à une autre tout en connaissant les principes élémentaires qui gouvernent le nouveau « milieu », car tous ces environnements auront certaines lois en commun (mais pas nécessairement les mêmes).  »
Donjons et Dragons n'est clairement pas un jeu générique, mais la préoccupation de transversalité est apparue dès la première décennie du jeu de rôle.
Le premier système conçu spécifiquement pour être multimonde est le Basic Role-Playing (Chaosium, 1980), dérivé de RuneQuest (1978), où l'on peut évoluer dans des univers médiévaux-fantastiques (RuneQuest 1978, Stormbringer 1981), historiques (Vikings 1985, La Voie du sabre 1987), fantasy steampunk (Hawkmoon 1985) ou bien horreur contemporaine (L'Appel de Cthulhu, 1981). Cette volonté de coller le même corpus de règles à des univers et ambiances si différents donnera naissance à un blague rôliste dans les années 2010 : « tu prends Cthulhu et t'adaptes ».
Cette même année 1980, Iron Crown Enterprises sort Rolemaster, un système de règles sans univers, destiné initialement à fournir des règles complémentaires à « tout jeu de rôle médiéval-fantastique » (comprendre : Donjons et Dragons). Le système est ensuite étendu au steampunk avec Shadow World (1989), à la science-fiction de type space opera avec Spacemaster (en) (1985) puis au cyberpunk avec Cyberspace (1989).
En 1983, Palladium Books sort Palladium Fantasy Role-Playing Game, un jeu de rôle médiéval-fantastique. Le système Palladium est ensuite adapté à la quasi-totalité des autres jeux de la gamme et couvre de l'horreur et du fantastique contemporain (Beyond the Supernatural 1987, Nightbane 1995), des super-héros (Heroes Unlimited, 1984), de l'espionnage moderne (Ninja & Superspies, 1988), du post-apocalyptique (After the Bomb 1986, Dead Reign 2008), du space opera mecha (Robotech, 1986). Le jeu phare de la gamme, Rifts (1995), est un jeu de science-fiction post-apocalyptique ouvrant sur la totalité des autres univers de la gamme, le megaverse, en permettant le voyage transdimensionnel.
En 1984, le journal Jeux et Stratégie publie un jeu de rôle « multiversel », Mega. Le jeu possède un univers dédié et n'est donc pas en tant que tel générique ; toutefois, les personnages-joueurs peuvent être amenés à évoluer sur des mondes ayant divers stades d'évolution sociale, technologique et magique, ce qui permet de l'adapter à tout type d'univers.
La même année, l'éditeur Pacesetter publie Chill, un jeu d'horreur et de fantastique contemporain. Le système de jeu, baptisé ATS (Action Table System) est par la suite utilisé pour tous les jeux de l'éditeur : Star Ace (science-fiction) et Time master (voyages dans le temps), publiés la même année, et Sandman (univers onirique) en 1985. Le catalogue est par la suite acheté par 54°40' Orphyte (en) en 1991 puis la marque est acquise par Goblinoid Games. Ceux-ci publient le système sous le nom Pacesetter System et le décline pour de nouveaux univers : Rotworld (apocalypse zombie, 2011), Majus et Cryptworld (fantastique contemporain, 2013).
En 1986, Steve Jackson Games (SJG) démarre un projet plus global dénommé GURPS (pour Generic Universal RolePlaying System, littéralement : « Système de Jeu de Rôle universel générique »). Au système de jeu de GURPS, composé d'un livre de règles de base, s'ajoutent de nombreux suppléments permettant l'adaptation à différents univers. Pour le Basic Role-Playing, et le système Palladium, on a un système qui « attend » les adaptations à des univers en général sous licence ; avec GURPS, on a un projet qui dès le départ développe de nombreux univers.
En 1988, Pierre Rosenthal publie SimulacreS, un système générique d'initiation, avec plusieurs univers variés à la clef.
Par la suite, plusieurs éditeurs reprennent le système d'un ou plusieurs de leurs jeux pour l'ouvrir et le rendre générique :
- West End Games crée le d6 System (1996) à partir de Star Wars — La Guerre des étoiles (1987) ;
- R. Talsorian Games crée l'Interlock System (en) à partir du jeu Mekton II (en) (1987) ; Hero Games crée le Hero System (en) (1989) à partir du jeu Champions (1981), et les deux systèmes fusionnent pour créer le système Fuzion en 1998 ;
- Eden Studios développe l'Unisystem à partir du jeu WitchCraft (1996) de C.J. Carella[3].
- Greg Stolze crée le système One-Roll Engine (en) (ORE) à partir du jeu Godlike (en) (2002) ;
- Pinnacle Entertainment Group/Great White Games sort le système Savage Worlds (2003) à partir du jeu Deadlands (1996) ;
- Monte Cook Games sort le système Cypher System (2015), créé à partir de Numenéra.

Mais le plus grand projet est sans doute le d20 System : en 2000, Wizards of the Coast décide de publier le système de Donjons et Dragons 3e édition sous licence ludique libre (Open Game License, OGL), avec une adaptation moderne (d20 Modern). Le système est adopté par de nombreux éditeurs qui l'adaptent à de nombreux univers. Le système est lui-même dérivé pour créer d'autres systèmes génériques, comme MasterCraft de Crafty Games (2010, d'après Spycraft, 2002), le dK System (2006) des éditions John Doe ou les Chroniques oubliées (2009) de Black Book Édition qui se décline en plusieurs versions (fantasy et contemporain, cette dernière contenant des déclinaisons New York Gigant, Cyberpunk, Vigilante City, Chroniques galactiques).
Parmi les derniers systèmes génériques en date, mentionnons F.A.T.E. (2010, Void Star Games puis Evil Hat Productions, publié en français par 500 nuances de geek, un dérivé de Fudge), FU (2011), Hitos (2015), Revolution d100 (un dérivé du Basic Role-Playing publié par Alephtar Games en 2017) et Genesys, un dérivé du Narrative Dice System de Star Wars (Fantasy Flight Games, à paraître en 2017).

## Types de jeux de rôle génériques
On distingue donc quatre types de jeux génériques selon l'esprit qui a présidé à leur création :
- les jeux initialement créés pour être génériques : GURPS, SimulacreS, EW-System, Fudge, Speedrôling ;
- les jeux dédiés qui ont été étendus à d'autres univers : Donjons et Dragons 3e éd. (d20 system), Palladium FRPG, Rolemaster ;
- les jeux dédiés dont le système a été repris pour créer un système générique : Fuzion (Cyberpunk 2013, Champions), d6 System (Star Wars), MasterCraft (Spycraft), Masterbook (en) (Torg), Fantasy Age, l'Adventure Game Engine (Dragon Age) et l'Unisystem (CJ Carella's WitchCraft/SorCellerie) ;
- les jeux dédiés dont l'univers est vaste et inclut différents genres — jeux dits « multigenre » —, en particulier différents niveaux technologiques et la présence de fantastique ; ils ne sont pas créés pour être génériques, mais le sont par nature : Mega, Rifts, Torg.

Par ailleurs, on distingue trois grands types de règles :
- les règles universelles : on a une règle unique de résolution, ou du moins un faible nombre de règles, qui peut s'adapter à tous les cas ; c'est le cas des jeux simple ou d'initiation, comme SimulacreS, R.ê.v.e.s ou Fudge ;
- les règles modulaires : le jeu comporte des modules que l'on ajoute ou retire selon l'univers ; c'est le cas du d6 System, de l'EW-System, de Savage Worlds, du dK System ;
- les règles incrémentales : on ajoute un volume conséquent de règles en fonction des spécificités ; c'est notamment le cas des jeux utilisant des classes de personnage, puisqu'il faut créer des classes de personnage spécifiques à chaque univers, comme le d20 System/d20 Modern et ses dérivés (Mastercraft), ou bien le Megaversal System.

Nous distinguons ici le volume de règles — le nombre de pages — du nombre de règles : ajouter une classe ne crée pas une nouvelle règle en soi, dans le sens où il n'y a pas de mécanisme nouveau, mais augmente la quantité de texte. La différence entre règles modulaires et incrémentales est floue, et fondée essentiellement sur la quantité de règles générées ; on peut retenir que dans le cas d'un jeu modulaire, la description d'un univers peut se contenter de mentionner les modules utilisés et n'a pas besoin d'énoncer de nouvelles règles.
Notons que l'inclusion de technologies futuristes ou de pouvoirs extraordinaires — magie, pouvoirs psychiques, mutations — entraîne souvent une augmentation du volume de règles. Une solution élégante consiste à avoir des effets génériques dont seule la « coloration » (le nom et l'effet visuel) change selon l'univers ; par exemple, un pouvoir de vol peut être identique en termes de règles — vitesse, autonomie, manœuvrabilité — qu'il soit obtenu grâce à un sort de magie, par un équipement dorsal ou que ce soit un super-pouvoir ; un effet de brûlure à distance peut être utilisé de la même manière que ce soit un sort d'éclair, une boule de feu, un pouvoir psychique ou un laser. C'est la démarche adoptée par exemple par Savage Worlds. Le d6 System, quant à lui, permet de créer une caractéristique spécifique à l'univers, permettant de manipuler le pouvoir (par exemple Force dans l'univers de Star Wars), les pouvoirs étant gérés comme des compétences classiques. Hero System, quant à lui, propose des pouvoirs génériques personnalisables par le jeu d'avantages/inconvénients, et qui peuvent s'adapter à tous les concepts ; par exemple, le pouvoir mind control (domination de l'esprit) peut être attribué à un pistolet, les avantages et limitations déterminant la portée et le nombre de charges, ce qui crée un « pistolet hypnotique », et même un effet « normal » est un pouvoir — une dague possède le pouvoir « attaque mortelle de mêlée ».
Il faut encore mentionner les jeux « propulsés par l'Apocalypse » (powered by the Apocalypse, pbtA). Ces jeux dérivent du jeu Apocalypse World mais s'ils en reprennent les principes, ils sont en général très différents les uns des autres et incompatibles entre eux. Les « actions » (moves) sont des règles qui reproduisent des éléments particuliers de chaque univers ; si les actions sont toutes sur le même modèle — on jette 2d6 et on applique des conséquences mêlant réussites et complications selon le résultat —, elles sont différentes d'un jeu à l'autre. Apocalypse World n'est donc pas un jeu générique mais il pose des principes génériques déclinés dans chacun des jeux pbtA.

## Quel est l'intérêt des jeux de rôle génériques?
Prenons deux cas extrêmes : un meneur de jeu faisant jouer exclusivement dans un univers qui possède un jeu de rôle dédié, et un meneur de jeu faisant jouer dans divers univers qu'il développe lui-même.
Dans le premier cas, le plus simple est d'utiliser le jeu de rôle dédié : utiliser RuneQuest pour jouer dans Glorantha, utiliser Donjons et Dragons pour jouer dans les Royaumes oubliés, utiliser Pathfinder pour jouer dans Golarion, Shadowrun, les jeux du Monde des ténèbres, … Le meneur de jeu bénéficie ainsi des productions de la gamme — et souvent de productions amateur, parfois de qualité, d'une communauté de fans — sans avoir à fournir d'effort d'adaptation supplémentaire.
Dans le deuxième cas, le meneur de jeu a intérêt à avoir un système de règles unique, ce qui limite les règles à mémoriser et permet de plus de capitaliser l'expérience, un des problèmes de la création de scénarios étant de jauger la puissance à opposer aux personnages-joueurs ; un jeu de rôle générique montre là tout son intérêt. Les jeux génériques disposent eux aussi également de productions amateurs qui peuvent prendre la forme d'adaptation d'univers sous licence (films, romans) ou bien d'univers originaux.
Mais un système générique peut aussi « séduire » le meneur de jeu : la nécessité d'avoir des règles adaptables, modulables, est une contrainte pour le créateur du jeu, et le résultat peut être jugé dans certains cas « élégant ». Par « élégant », on peut comprendre « logique » ou encore « simple », c'est-à-dire facile à mémoriser ou à mettre en œuvre, ou bien correspondant aux goût et points de vue du meneur. Le meneur de jeu peut donc vouloir utiliser un système générique en lieu et place d'un système dédié s'il juge que l'effort de transposition des règles est justifié par la fluidité ou le plaisir en cours de séance ; en quelque sorte, c'est effort de préparation contre effort en cours de séance.
Pour les mêmes raisons, un meneur ne maîtrisant que rarement peut préférer un système générique. Ainsi, « l'effort de révision » est réduit en ce qui concerne les règles. Par contre, cela réduit l'offre « scénario tout fait » disponible, les jeux génériques ayant rarement un suivi de gamme pléthorique, et donc nécessite plus de préparation de scénario (écriture originale ou adaptation d'un scénario écrit pour un autre système).
Car c'est là que le bât blesse en général. Quelques système génériques sont déclinés en gammes particulières et disposent donc d'un suivi, mais c'est rarement le cas. GURPS par exemple a une multitude de suppléments pour tel ou tel type d'univers, mais pas de scénario ; le Megaversal System est décliné en une multitude de jeux et autant d'univers, mais là encore avec de rares scénarios ; le d6 System dispose d'une gamme très fournie, Star Wars, et de quelques gammes peu développées, comme Métabarons (en).
Par ailleurs, certaines manières de jouer, certaines ambiances, nécessitent des règles calibrées pour l'expérience de jeu. Le principe « le système est important » prend là tout son sens et certains considèrent qu'un jeu de rôle ne peut pas être générique, ou plutôt qu'un jeu de rôle générique sera nécessairement peu satisfaisant.